# Cătălin Moroșanu
Cătălin Moroșanu (ur. 30 czerwca 1984 w Cotnari) – rumuński kick-boxer wagi ciężkiej, interkontynentalny mistrz WKN w wadze ciężkiej (2008), zwycięzca SUPERKOMBAT World GP (2012) oraz uczestnik finałowego turnieju K-1 World GP (2012).

## Kariera sportowa
W kick-boxingu zadebiutował w 2005. 5 lutego 2007 wystąpił pierwszy raz na gali K-1 w Bukareszcie, przegrywając z utytułowanym Chorwatem Stefanem Leko. W latach 2007–2010 przeplatał pojedynki na lokalnych galach w Rumunii, starciami na turniejach K-1. W tym czasie wygrywał m.in. dwukrotnie z Kanadyjczykiem Garym Goodridgem, Amerykaninem Mighty'm Mo oraz Polakiem Wiesławem Kwaśniewskim. W pierwszym starciu z Goodridgem, 12 grudnia 2008 zdobył interkontynentalne mistrzostwo WKN w wadze ciężkiej.
W 2011 związał się z krajową organizacją SUPERKOMBAT Fighting Championship. Do 2012 wygrywał wszystkie pojedynki m.in. w rewanżu z Leko czy Andersonem Silvą. 25 lutego 2012 wygrał SUPERKOMBAT World GP.
14 października 2012 na gali K-1 World Grand Prix 2012 Final 16 pokonał Polaka Pawła Słowińskiego jednogłośnie na punkty, kwalifikując się tym samym do finałowego turnieju K-1 World Grand Prix. 15 marca 2013 Moroșanu odpadł już w pierwszym pojedynku, przegrywając w ćwierćfinale z Ukraińcem Pawło Żurawlowem na punkty.
7 września 2013 przegrał walkę o pas Kings of Kombat wagi ciężkiej z Australijczykiem Benem Edwardsem. W latach 2013–2016 walczył głównie dla rodzimego SUPERKOMBAT, w którym był niepokonany aż do 26 marca 2016, kiedy przegrał niejednogłośną decyzją z Brytyjczykiem Danielem Samem.
23 sierpnia 2016 przegrał przez nokaut z Zabitem Samiedowem, walkę o mistrzostwo WBC Muay Thai w wadze ciężkiej. Trzecią porażkę z rzędu zanotował 8 października 2016, ulegając na punkty Czechowi Ondřejowi Hutníkowi. 
Na początku grudnia 2016 podpisał kontrakt z organizacją GLORY, natomiast 24 lutego 2017 zadebiutował w niej nokautując Amerykanina Maurice Greene'a w drugiej rundzie.
26 sierpnia 2017 podczas gali GLORY 44 w Chicago przegrał z Polakiem Michałem Turyńskim na punkty.

## Poza sportem
W 2010 wziął udział w dziewiątej serii krajowej edycji Dancing with the Stars (rum. Dansez pentru tine), którą wraz z partnerką Magdaleną Ciorobea wygrał. W 2015 wygrał natomiast reality show I'm a Celebrity...Get Me Out of Here! (rum. Sunt celebru, scoate-mă de aici!).

## Osiągnięcia
- 2008: interkontynentalny mistrz WKN w wadze ciężkiej
- 2012: SUPERKOMBAT World Grand Prix I 2012 - 1. miejsce
- 2013: Uczestnik finałowego turnieju K-1 World GP 2012